# Joseph Morewood

Joseph Morewood 1757–1841

Morewood-Villa in der Neumann-Reichardt-Straße in Hamburg-Wandsbek, um 1900

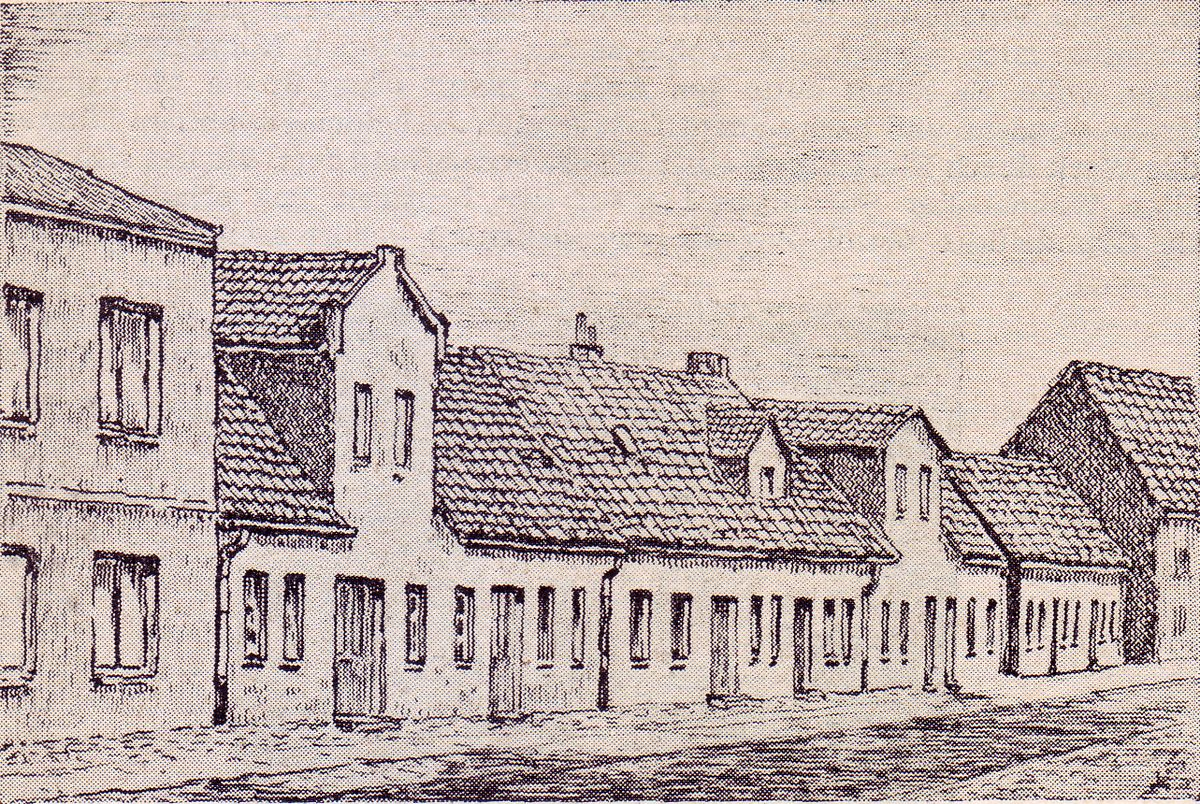
Morewoodhäuser um 1900

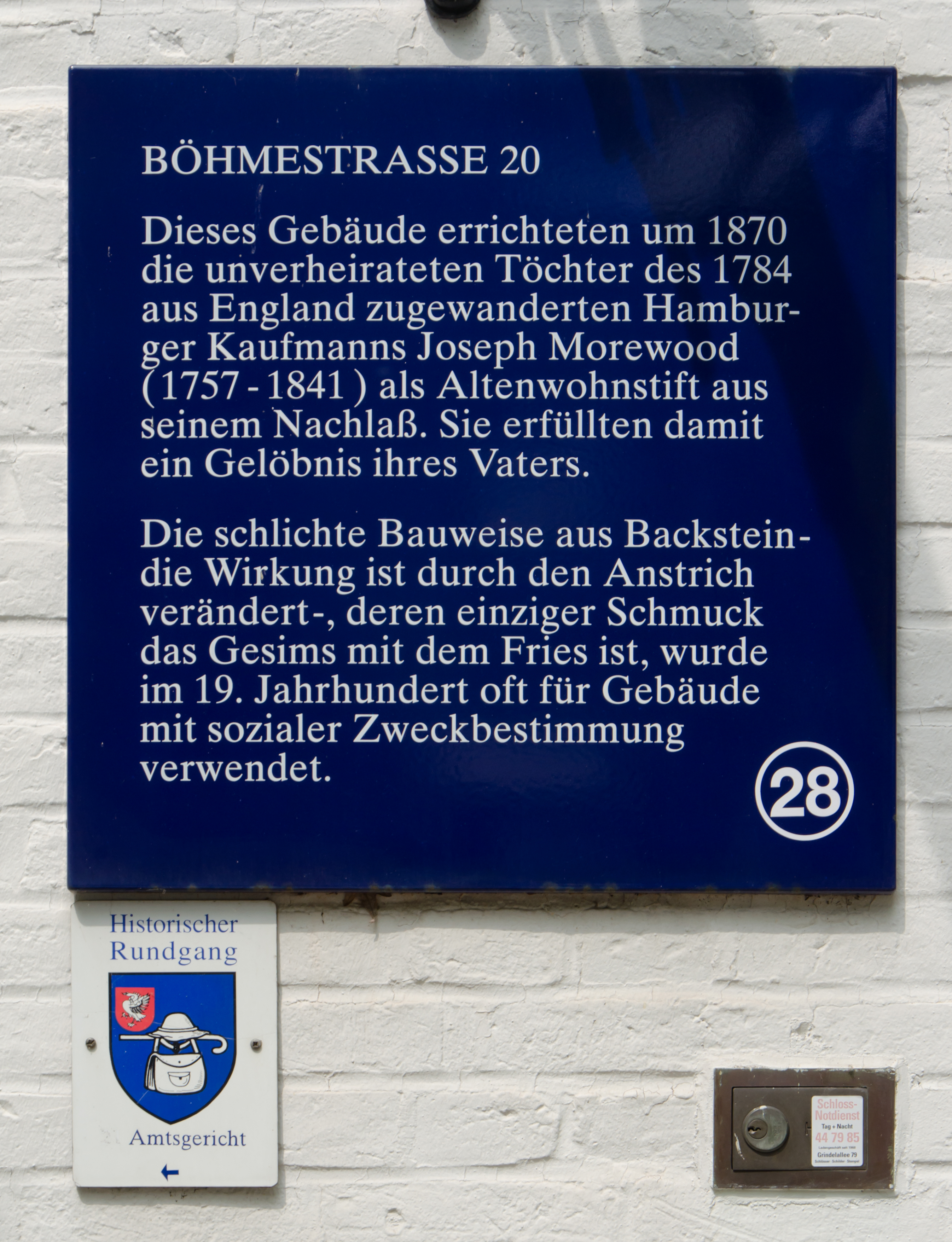
Hinweistafel am Haus Böhmestraße 20 zu Joseph Morewood

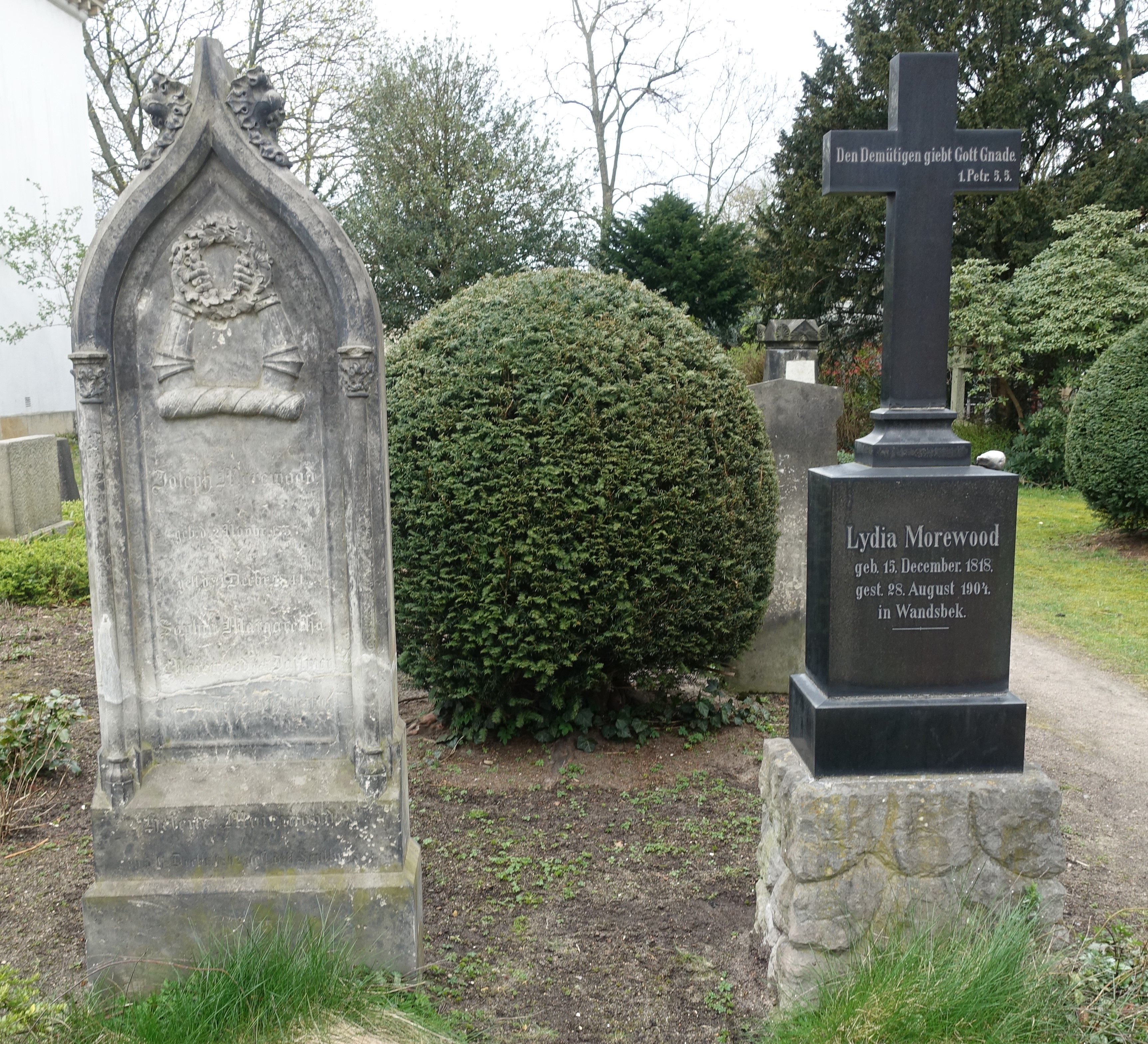
Grab von Joseph Morewood und seiner Tochter Lydia auf dem Historischen Friedhof in Hamburg-Wandsbek

Joseph Morewood (* 2. November 1757 in Salford bei Manchester; † 31. Dezember 1841 in Wandsbek) war ein englischer Kaufmann und Philanthrop.

## Leben und Wirken
Morewood war der Sohn eines englischen Kaufmannes und ließ sich 1783 auf Wunsch seines Vaters in Hamburg nieder mit dem Ziel, sich selbstständig zu machen. Er importierte aus England vor allem Stahl- und Manufakturwaren, ohne jedoch das Hamburger Bürgerrecht zu erwerben. Bei Ausflügen und Ausritten – Morewood war ein großer Pferdefreund – lernte er den Landort Wandsbek kennen und nahm hier eine Wohnung. Seine Geschäftsräume – ab 1797 zusammen mit seinem Landsmann William Hodskinson – lagen in der Hamburger Innenstadt am Rödingsmarkt, Großer Burstah und Große Bleichen. Während der französischen Besetzung hatte er von 1807 bis 1815 keine Geschäftsräume in Hamburg. Aufgrund seiner vielfältigen Kontakte nach London gelang es ihm dennoch vor allem während der Zeit der Kontinentalsperre, gute Geschäfte zu machen und ein ansehnliches Vermögen zu erwerben.
1799 heiratete Morewood, bereits Einwohner in Wandsbek, Sophia Margaretha Dallmer, die damals 21-jährige Tochter des ersten Wandsbeker Apothekers. Aus der Ehe gingen elf Kinder hervor, von denen zwei nach der Geburt starben, drei Söhne gingen ins Ausland, vier Töchter heirateten. 1815 wurde die Firma Joseph Morewood wieder in Hamburg ansässig in Gemeinschaft mit B. H. Hummels. Die Geschäftsräume lagen 1816 in der Katharinenstraße und 1820 am Hopfensack.
1808 erwarb Morewood in Wandsbek eine Landstelle von fast sieben Hektar. Er vergrößerte seinen Besitz durch Kauf von Land im adeligen Gutsteil von Wandsbek und in Eilbek. An der heutigen Morewoodstraße ließ er mehrere kleine Häuser errichten, die er preiswert an Bedürftige vermietete bzw. in Erbpacht vergab und die zum Teil bis nach dem Zweiten Weltkrieg existierten. 1820 gründete er zusammen mit dem Fabrikanten Peter von Lengerke und weiteren Wandsbeker Bürgern die erste Sparkasse im Hamburger Raum, deren ehrenamtlicher Präses er wurde.
Im Jahre 1826, mit 69 Jahren, schied er aus dem Geschäftsleben aus.
Er hatte eine stattliche Villa im klassizistischen Stil in der Neumann-Reichardt-Straße in Wandsbek. Das Herrenhaus (gegenüber dem heutigen Charlotte-Paulsen-Gymnasium) wurde 1943 durch Bomben im Zweiten Weltkrieg zerstört, wieder aufgebaut, aber 1968 abgerissen. Der Bürgerverein Wandsbek konnte einige Briefe der Familie Morewood erwerben. Sie sind jetzt im Archiv des Heimatmuseums Wandsbek einsehbar.
Joseph Morewoods Grab findet sich auf dem Historischen Friedhof Wandsbek.

## Morewood-Stiftung
Nach seinem Tode wurde von seiner Frau und den beiden unverheirateten Töchtern Helene und Lydia im Sinne des verstorbenen Vaters der Grundbesitz parzelliert und auf 99 Jahre vergeben. Nach dem Tod seiner Frau errichteten die beiden Töchter 1872 die Morewood-Stiftung mit einem Stiftungshaus (acht Wohnungen) für bedürftige Wandsbekerinnen. Da nach dem Zweiten Weltkrieg das Haus den Ansprüchen nicht mehr genügte, übernahm der Bürgerverein Wandsbek die freien Wohnungen und richtete dort ein Heimatmuseum ein. Die Stiftung baute ein neues Heim in der Hörnumstraße.

## Ehrungen
In Wandsbek wurden die Josephstraße und die Morewoodstraße nach ihm benannt, ferner die Lydiastraße nach seiner Tochter (1818–1904). Die heutige Böhmestraße hieß bis 1950 Stiftsstraße, benannt nach dem Morewoodstift, das hier seinen Sitz hatte.

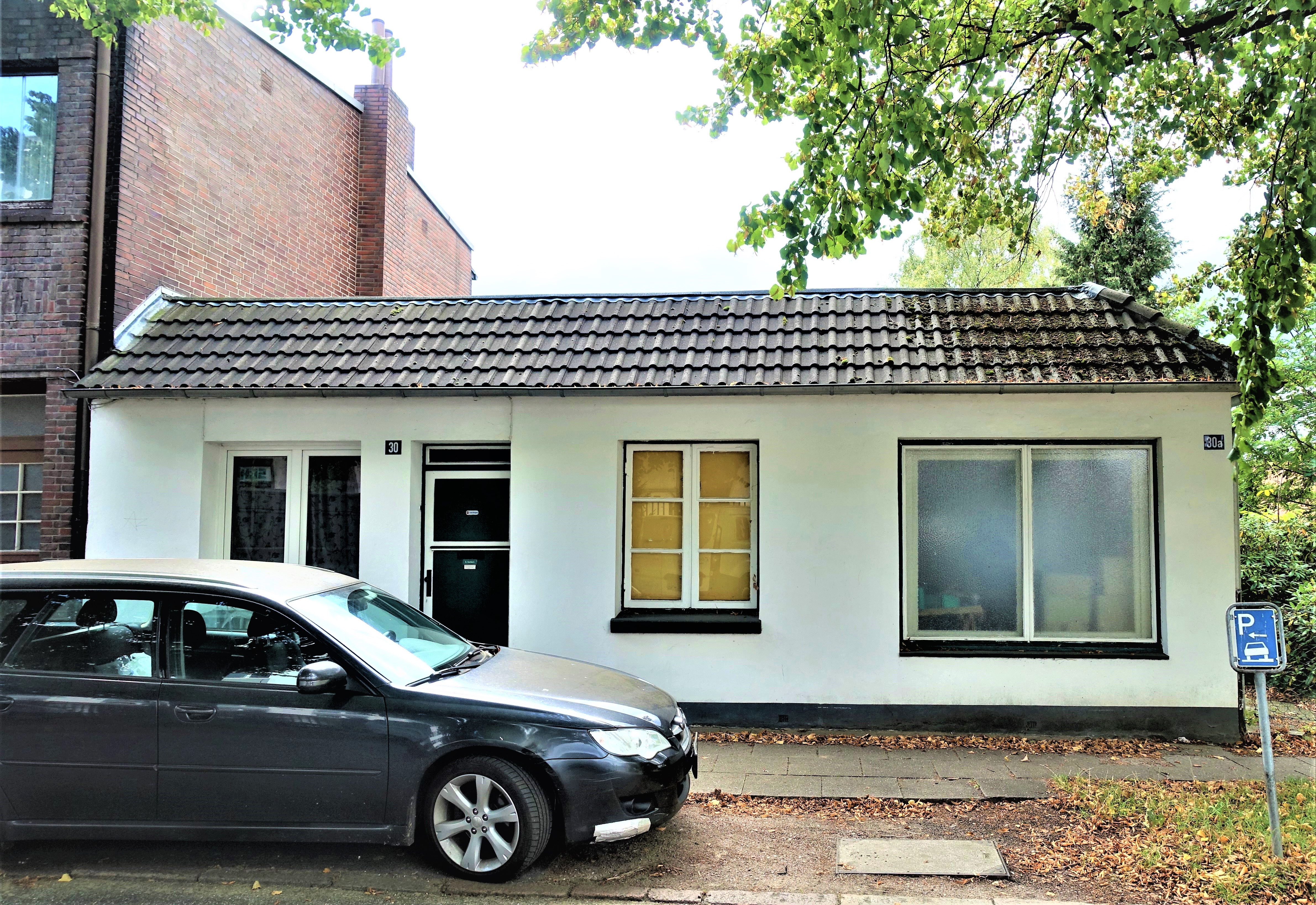
Letztes Haus in der  Morewoodstr. Nr. 30 und 30a aus der Gründerzeit wurde 2023 abgerissen